# Jensen McRae
Pour les articles homonymes, voir McRae.
 (avril 2024).
La mise en forme du texte ne suit pas les recommandations de Wikipédia : il faut le « wikifier ».
Les points d'amélioration suivants sont les cas les plus fréquents. Le détail des points à revoir est peut-être précisé sur la page de discussion.
- Les titres sont pré-formatés par le logiciel. Ils ne sont ni en capitales, ni en gras.
- Le texte ne doit pas être écrit en capitales (les noms de famille non plus), ni en gras, ni en italique, ni en « petit »…
- Le gras n'est utilisé que pour surligner le titre de l'article dans l'introduction, une seule fois.
- L'italique est rarement utilisé : mots en langue étrangère, titres d'œuvres, noms de bateaux, etc.
- Les citations ne sont pas en italique mais en corps de texte normal. Elles sont entourées par des guillemets français : « et ».
- Les listes à puces sont à éviter, des paragraphes rédigés étant largement préférés. Les tableaux sont à réserver à la présentation de données structurées (résultats, etc.).
- Les appels de note de bas de page (petits chiffres en exposant, introduits par l'outil «  Source ») sont à placer entre la fin de phrase et le point final[comme ça].
- Les liens internes (vers d'autres articles de Wikipédia) sont à choisir avec parcimonie. Créez des liens vers des articles approfondissant le sujet. Les termes génériques sans rapport avec le sujet sont à éviter, ainsi que les répétitions de liens vers un même terme.
- Les liens externes sont à placer uniquement dans une section « Liens externes », à la fin de l'article. Ces liens sont à choisir avec parcimonie suivant les règles définies. Si un lien sert de source à l'article, son insertion dans le texte est à faire par les notes de bas de page.
- La présentation des références doit suivre les conventions bibliographiques. Il est recommandé d'utiliser les modèles {{Ouvrage}}, {{Chapitre}}, {{Article}}, {{Lien web}} et/ou {{Bibliographie}}. Le mode d'édition visuel peut mettre en forme automatiquement les références.
- Insérer une infobox (cadre d'informations à droite) n'est pas obligatoire pour parachever la mise en page.

Pour une aide détaillée, merci de consulter Aide:Wikification.
Si vous pensez que ces points ont été résolus, vous pouvez retirer ce bandeau et améliorer la mise en forme d'un autre article.
 (avril 2024).
Jensen Paige McRae, née le 10 septembre 1997  est une auteure-compositeure-interprète et poète des États-Unis. Elle a gagné en notoriété pour ses premiers singles « White Boy » (2019) et « Wolves » (2020). Sa musique a été chaudement recommandée par Rolling Stone, Vulture, Nylon, NPR et The Fader,,. Son premier EP Who Hurt You? est sorti le 25 juin 2021, suivi de son premier album studio qui se nomme Are You Happy Now ? , sorti le 22 mars 2022 soit près de 1 an plus tard.
McRae est né à Santa Monica, en Californie  et a grandi dans le quartier à Los Angeles,. Elle est d'origine noire et juive. Elle chante depuis l'enfance et a commencé à étudier le piano à l'âge de 7 ans  Ses premières influences musicales étaient Carole King, James Taylor, Stevie Wonder et Alicia Keys. Elle a participé à un programme d'été, Grammy Camp, pendant ses études secondaires, ce qui l'a aidée à décider de poursuivre sa carrière en musique.
McRae a obtenu un baccalauréat en interprétation de musique populaire de l'USC Thornton School of Music grâce à une bourse complète,.
McRae est comparée à des artistes folk comme Tracy Chapman et décrit sa musique comme « folk-alternative-pop ». Elle est alto. Elle a déclaré que les professionnels de l’industrie musicale tentaient de présenter sa musique dans le R&B et la Soul parce qu’elle était une artiste noire. Sa musique a été décrite par WNUR : "Sa voix riche et apaisante complète la rébellion posée enracinée dans ses paroles socialement et politiquement conscientes." , Ses paroles font fréquemment référence à des expériences personnelles et à des thèmes sociaux et politiques plus vastes.

## 2017-2018: Premiers EPs
McRae a publié ses deux premiers EP sur internet pendant ses études universitaires, Lighter (2017) et Milkshakes (2018).

## 2019-2021: premiers singles
Son premier single "White Boy" est sorti après l'obtention de son diplôme universitaire en 2019, suivi de "Wolves" en 2020,.
En mars 2020, elle a publié « The Plague » en référence à l'incapacité du gouvernement américain à répondre de façon efficace à la pandémie de COVID-19.
En janvier 2021, McRae a tweeté " en 2023, Phoebe Bridgers va sortir son troisième album et le morceau d'ouverture parlera de se brancher dans la voiture en faisant la queue pour se faire vacciner au Dodger Stadium et ça va me faire pleurer." Le Tweet est devenu viral et Bridgers l'a également retweeté.

## 2021-2022:Who Hurt You?etAre You Happy Now?
Sa première pièce prolongée Who Hurt You? est sorti le 22 juin 2021. Le 22 février 2022, McRae a annoncé son premier album studio Are You Happy Now ? . Il est sorti le 22 mars 2022 et contient toutes les chansons de Who Hurt You ? sauf "Immune".

## Artiste en première partie
- Noah Kahan - Tournée The Stick Season (We'll Be Here Forever) (2024)

## Album studio
| Titre              | Détails |
| ------------------ | --- |
| Are You Happy Now? | - Sortie : 22 mars 2022 - Étiquette : Human Re Sources, The Orchard (entreprise) - Format : Téléchargement numérique, diffusion en continu |

## EP
| Titre         | Détails |
| ------------- | --- |
| Who Hurt You? | - Sortie : 25 juin 2021 - Étiquette : Human Re Sources, The Orchard (entreprise) - Format : Téléchargement numérique, diffusion en continu |

## Simple

### En tant qu'artiste principal
| Titre                                  | Année | Album                                    |
| -------------------------------------- | ----- | ---------------------------------------- |
| "White Boy"                            | 2019  | Who Hurt You? and Are You Happy Now?     |
| "Wolves"                               | 2020  | Who Hurt You? and Are You Happy Now?     |
| "The Plague"                           | 2020  | Single hors album                        |
| "Strange Fruit"                        | 2020  | I Can't Breathe / Music for the Movement |
| "Immune"                               | 2021  | Who Hurt You?                            |
| "skip.that.party" (with X Ambassadors) | 2021  | Single hors album                        |
| "Starting to Get You"                  | 2021  | Who Hurt You? and Are You Happy Now?     |
| "Gone" (with Chiiild)                  | 2021  | Hope For Sale                            |
| "My Ego Dies at the End"               | 2021  | Are You Happy Now?                       |
| "Happy Girl"                           | 2022  | Are You Happy Now?                       |

## Artiste en vedette
| Titre                                                                 | Année | Album                          |
| --------------------------------------------------------------------- | ----- | ------------------------------ |
| "Wish you the best" (Joy Oladokun en collaboration avec Jensen McRae) | 2021  | In Defense of My Own Happiness |